# هجوم كوكي مونستر
هجوم كوكي مونستر (بلانجليزية: Cookiemonster attack) هو استغلال هجوم الوسيط حيث يمكن لطرف ثالث الحصول على بيانات ملف تعريف ارتباط بروتوكول نقل النص الفائق الآمن عندما لا يتم تعيين خاصية «الجلسات المشفرة فقط» بشكل صحيح. قد يسمح هذا بالوصول إلى المواقع التي تحتوي على معلومات شخصية أو مالية حساسة.
إنها أداة قائمة على بايثون، طورها الباحث الأمني (مايك بيري).
أعلن بيري في الأصل عن الثغرة الأمنية عام 2007. وبعد عام، أظهر كوكي مونستر كدليل على أداة المفهوم في Defcon 16.
يمكن لمستخدمي شبكة الويب العالمية تقليل تعرضهم لهجمات كوكي مونستر عن طريق تجنب مواقع الويب غير المحمية من هذه الهجمات. تتيح بعض متصفحات الويب للمستخدم إمكانية تحديد المواقع الموجودة. على سبيل المثال، يمكن لمستخدمي متصفح Firefox الانتقال إلى علامة التبويب «الخصوصية» في نافذة التفضيلات والنقر فوق «إظهار ملفات تعريف الارتباط». بالنسبة إلى موقع معين، فإن فحص ملفات تعريف الارتباط الفردية لاسم المستوى الأعلى للموقع وأي أسماء نطاقات فرعية، سيكشف ما إذا تم تعيين «إرسال إلى: الاتصالات المشفرة فقط». إذا كان الأمر كذلك، فيمكن للمستخدم اختبار مدى تعرض الموقع لهجماتكوكي مونستر عن طريق حذف ملفات تعريف الارتباط هذه وزيارة الموقع مرة أخرى. إذا كان الموقع لا يزال يسمح للمستخدم بالدخول، فسيكون الموقع عرضة لهجمات كوكي مونستر.

## مواقع الويب المتأثرة
تضمنت مواقع الويب المزعوم تأثرها بـ كوكي مونستر ما يلي:
- خدمات جوجل بما في ذلك: جي ميل وبلوغرو Googleدوك سكوت وجوجل فاينانس وسجل البحث
- مواقع شركات الطيران / السفر: خطوط ساوث ويست الجويةو United وإكسبيدياو خطوط الولايات المتحدة الجوية.و priceline.com
- البنوك: ناشيونال سيتي، الولايات المتحدة الأمريكية، باتيلكو، كابيتال وان
- مسجلي المجال: Register.com ، namesecure.com
- التجار: إيباي، wireless.att.com، نتفليكس، Newegg

## وصلات خارجية
عرض Perry's Defcon التقديمي
شرح العرض التقديمي